# ラジオカー
ラジオカー（Radio Car）は、ラジオ放送局がリポートの拠点とする車。移動中継車ともいう。通常の中継用無線機の電波型式はナローFMが多いが、高い音質が要求される中継で使用されるラジオカーはFMカーと呼ばれワイドFMが使用される。
なお中継用無線機を搭載しておらず、放送局のロゴが描かれているだけの社用車をラジオカーと呼んでいる局もある。

## 概要
報道・スポーツ（特に駅伝）や、祭事・イベント・交通情報等の生活に密着した情報を屋外からリポートするために使用される。AM放送局（在京局）では、NHKラジオやTBSラジオなどがまず導入し、遅れて1970年3月にニッポン放送も導入した。
また、中国放送で1975年から放送開始した『なんでもジョッキー』で、『山手一義の飛び込みインタビュー』でアポ無し取材を行い、放送開始当時他局は、同様の放送をしていなかった（詳細は中国放送#ラジオカーを参照）。
中継は、リポーター（タレント・アナウンサー）と、無線技師（技士ではない。こちらは免許のこと）の2人で行うのが基本だが、資格を持つリポーター、局専属のリポーター（キャスタードライバー・リポートドライバーと称する局もある）1人だけで中継を行うことも多い。中継先にリスナーが多数集まり混乱が見込まれる場合は、現場ディレクターを加えることがある。
新型コロナウイルスが流行した2020年にRKBラジオの『櫻井浩二 インサイト』ではパーソナリティの自宅にRKBのラジオカー（スナッピー）の機材を持ち込んでテレワーク出演を行った（他局ではSkypeなどのアプリでテレワーク出演を行っているが数秒程度の遅延が発生する）。
中継用無線機の主なメーカーは日本無線・池上通信機・東芝特機電子・日立国際電気であり、使用にあたっては陸上移動局の免許を要する。
電波が届かない等の理由で中継が困難な場合は、間にもう1台中継車（これを専門に使うラジオカーは、FMカーと呼ばれている）を加えて2段中継をしたり、自動車電話・携帯電話・一般加入電話等の電話回線を使用して中継を行ったりすることもある。番組全てを中継で行う場合や、長時間に及びかつ広範囲の移動をしない場合は、ISDNなどの臨時の電話回線を設置して伝送する方法も用いられる。一般の電話機をそのままマイクとして使用すると、歪みやノイズなど不要な音が混ざり放送品質が落ちるため、通称コーデックと呼ばれる専用装置を電話回線に接続し、中継を行うことが多い。この場合、コーデックを使用したもの以外は公衆回線の音声伝送帯域（300Hz - 3.4kHz）がそのままの音質となる。
Skype・zoomなどのビデオ通話アプリを使用した中継も行われる場合もある。
FM放送局（広域・コミュニティとも）では、生中継する必要がない、予算がない、中継用の無線局免許を取得していないか周波数が割り当てられない等の理由から、中継用無線機を所有している局は少なく、それ自体は電話回線のみを導入する形を採ることが多い。
ラジオカーのナンバープレートは希望ナンバー制度導入後、放送局の周波数に合わせた番号を使用していることが多い。

## 車両
セダンやミニバン・ステーションワゴン・SUV等の比較的室内空間が広い車両がよく使われている。車体が大きくなり移動範囲の制限が出始めたことから、コンパクトカークラスを使う局もある（熊本放送など。同局・ミミーの場合トヨタ・ラクティス→トヨタ・タンク、トヨタ・シエンタ、日産・ノート）。またかつては東海ラジオなどで、スポーツカー（同局の場合、トヨタ・スープラや日産・フェアレディZ)を使用したものもあった。
車体色に関しては、初期の頃から色使いを変えていないものも存在する。
長時間の固定中継用に、マイクロバスに調整室機能を搭載している局もある。
1970年代にはアメリカのラジオ局を真似てヘリコプターを使用していたラジオ局がいくつかあったが、小回りの高さやコストの観点から現在はすべてのラジオ局がラジオカーに移行した。近年まで行われていた例にはラジオ関西の「スカイバード」がある。

## 中継の手順
通常のワイド番組内で、中継無線が利用できる場所からの生中継を行なう場合で、リポーター1名・技術スタッフ1名の場合の一例をあげる。
1. 技術スタッフの運転により、リポーターとともに中継先へラジオカーで移動する。
2. リポーターはインタビュー相手等と打ち合わせを行う。技術スタッフは、中継無線機器等[7]の準備を行い、主調整室との間で伝送試験[8]を行う。
3. 中継開始。リポーターはリポートを始める。技術スタッフは音声の調整・中継機器の動作監視および現場ディレクター業務を行う。
4. 中継終了。リポーターはリポート先への挨拶などのフォローをする。技術スタッフは機器の片付けを行う。
5. 次の現場へ移動、もしくは帰局する。

## 愛称のあるラジオカー
特に愛称が付けられているラジオカー・中継車。

### AMラジオ局
- NHK - 90ちゃん号
- 北海道放送 - トピッカー（過去にはワイド号、ハロー号が使われていた）
- STVラジオ - ランラン号
- IBC岩手放送 - 684（ろくはちよん）
- 秋田放送 - ラジPAL
- ラジオ福島 - いってみっカー
- LuckyFM茨城放送 - スクーピー（過去には、スウィングを所有）
- TBSラジオ - 954カー（旧称 TBS950・TBS954・ラジオカー954）、FM-846
- RFラジオ日本 - 浜っ子浜太郎
- 文化放送 - トピッカー（1970年代）[10][11]
- ニッポン放送 - ニッポン1号[10]・2号
- 新潟放送 - スナッピー
- 山梨放送 - スコーパー
- 静岡放送 - スクーピー
- CBCラジオ - レインボーカー
- 北日本放送 - エチューカー（旧称・エコーカー→「ゆっちゅカー」「めっぴカー」）
- 北陸放送 - とび丸、らじ丸
- 福井放送 - エコーメイト（過去には、おじゃま号というラジオカーもあった。）
- ラジオ関西 - ラジ関君
- 山陰放送 - ラジ郎
- RSK山陽放送 - ラジまる
- 山口放送 - アロー
- 四国放送 - らじまる
- 南海放送 - キャピーカー
- RKB毎日放送 - スナッピー
- 九州朝日放送 - アイタカー（AitaCAR）
- 長崎放送 - スキッピー
2021年秋改編から実施された番組編成の一本化に伴い、2022年春改編まで長崎本社とラジオ佐賀で車両とメンバーを分けていた。それ以降はラジオ佐賀側を廃止することで対処された。
- 熊本放送 - ミミー（2000年代から2014年までは大型中継車にも『モバイルステーション』の愛称があった）
- 大分放送 - トピッカー
- 宮崎放送 - スクーピー
- 南日本放送 - ポニー
- ラジオ沖縄 - ウェービー

### FMラジオ局
- NHK水戸放送局 - よかっぺ号
- NHKさいたま放送局 - 元気ですカー
- エフエム北海道(Air-G') - Air-G'カー
- FM NORTH WAVE - ハピネスリーフ（過去にはGROOVE BUS、BEAT TRUCK、ハピネスワゴンが使われていた）
- エフエム仙台（Datefm） - デリラジ
- 静岡エフエム放送（K-MIX） - うご★ラジ
- エフエム滋賀 - モビィ
- 岡山エフエム放送（FM岡山） - ぶいぶい号
- エフエム山陰（V-air） - ラヴィー
- 広島エフエム放送 - ワンヴィ（2023年2月終了）
- エフエム福岡（FM FUKUOKA） - Vivo”t（ビボット）

### コミュニティFM局
- FMいるか - いるか号
- FMおたる - ハーディ号
- FMびゅー - FMびゅーカー
- FMねむろ - ちょき丸
- FMアップルウェーブ - アップル号
- ラジオ石巻 - らじいし号
- エフエムななみ - ななみ号[12]
- エフエム和歌山 - COMET STUDIO
- FMさつませんだい - あおまる号
- FMとよみ - とよみん

### ラジオカーの画像

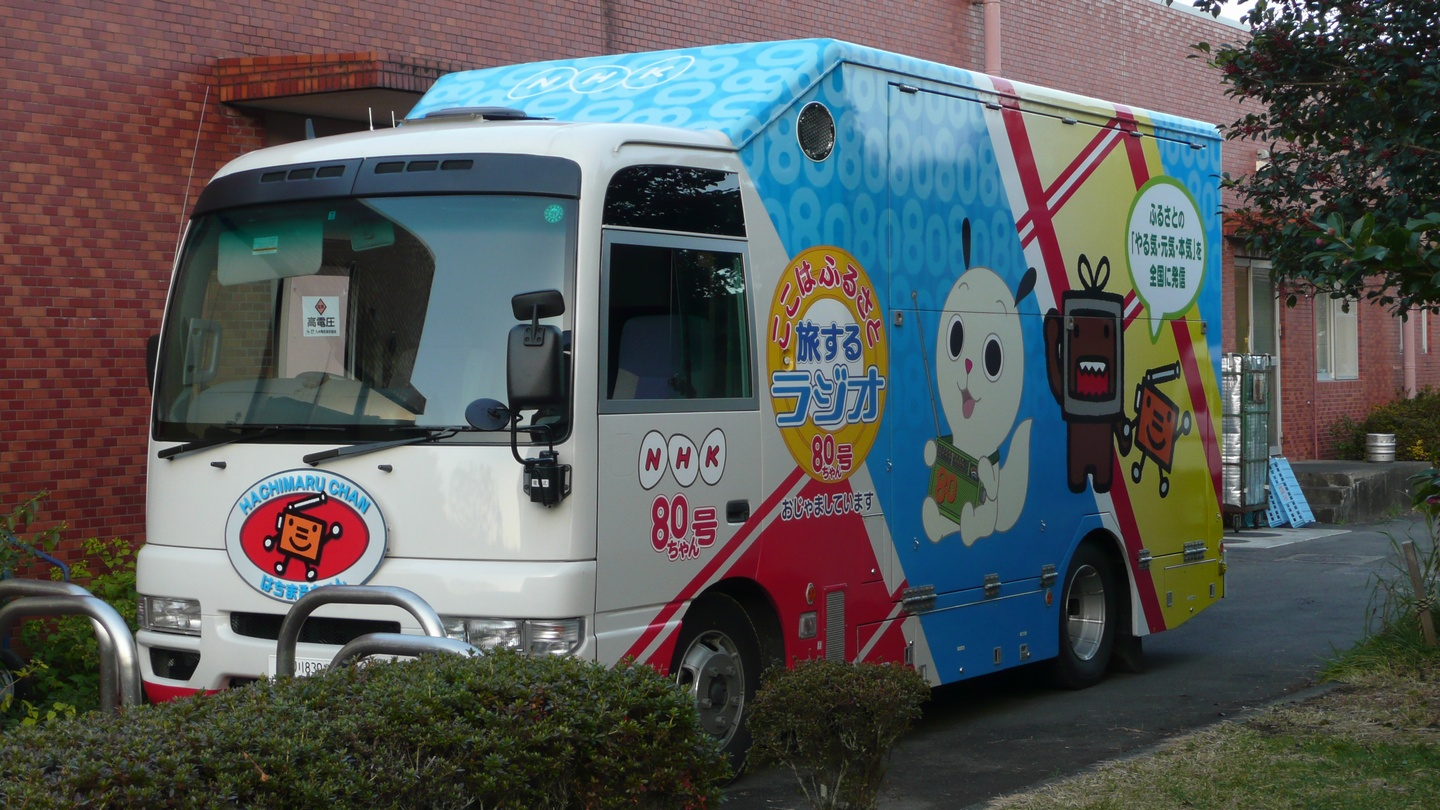
NHK
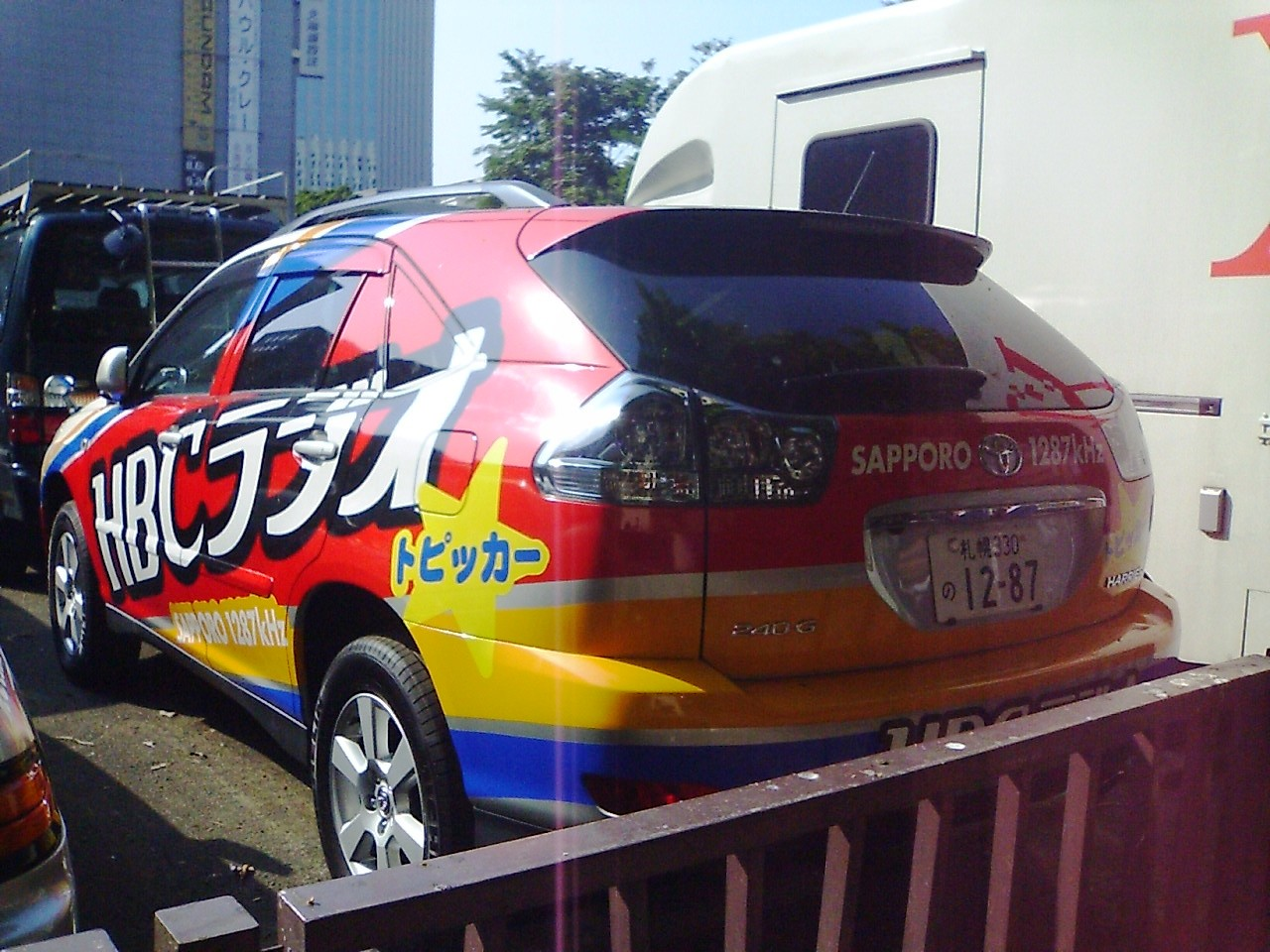
北海道放送・トピッカー（トヨタ・ハリアー）
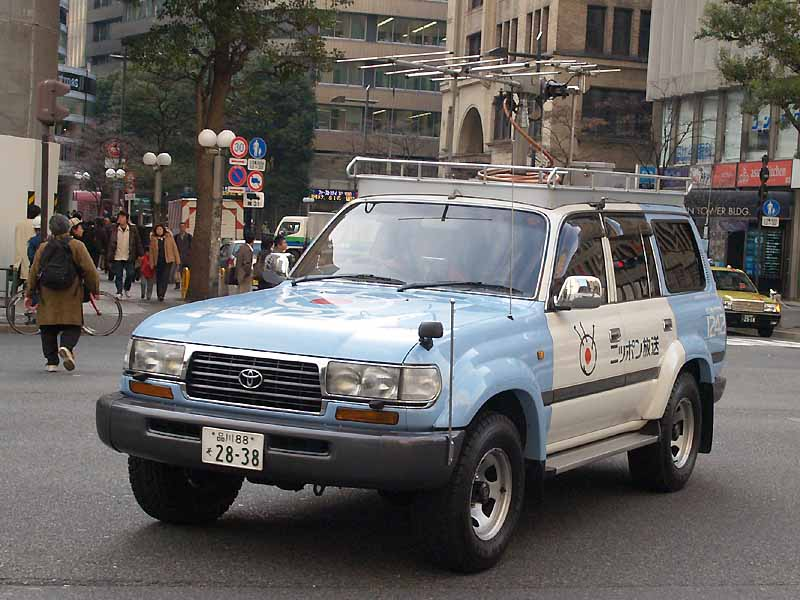
ニッポン放送の中継車（ランドクルーザー80） 八木・宇田アンテナを屋根上に装備
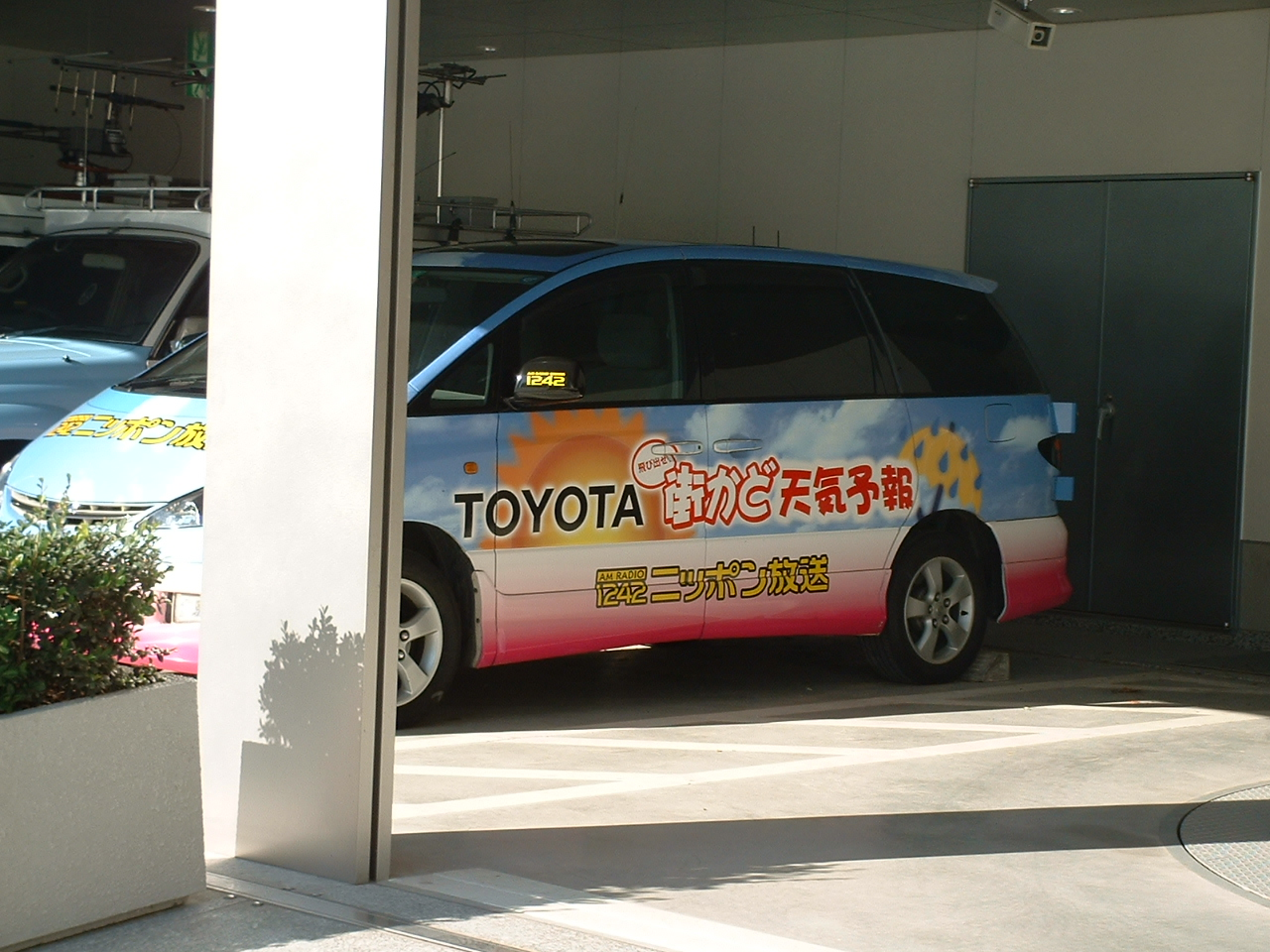
ニッポン放送・ウェザーカー（トヨタ・エスティマ）
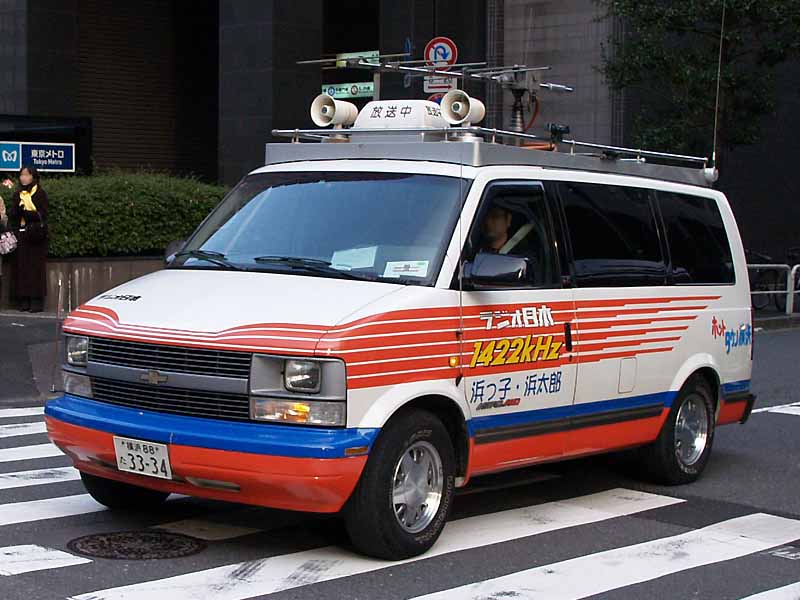
RFラジオ日本・浜っ子 浜太郎（シボレー・アストロ） 八木・宇田アンテナを屋根上に装備
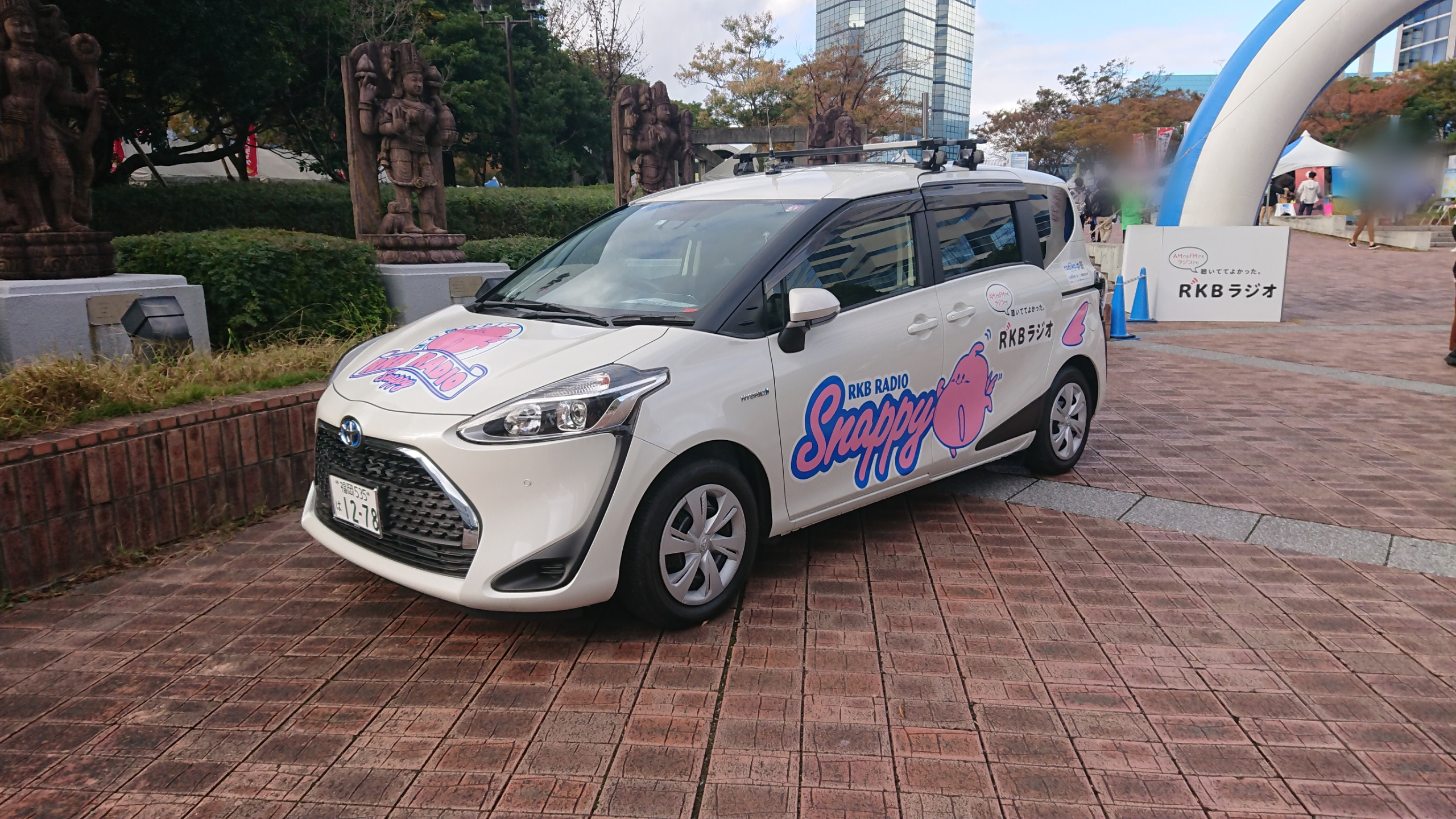
RKBラジオ・スナッピー3号（トヨタ・シエンタ） ホイップアンテナ（英語版）と、八木・宇田アンテナもしくはアローラインアンテナを立てるための台座を屋根上に装備
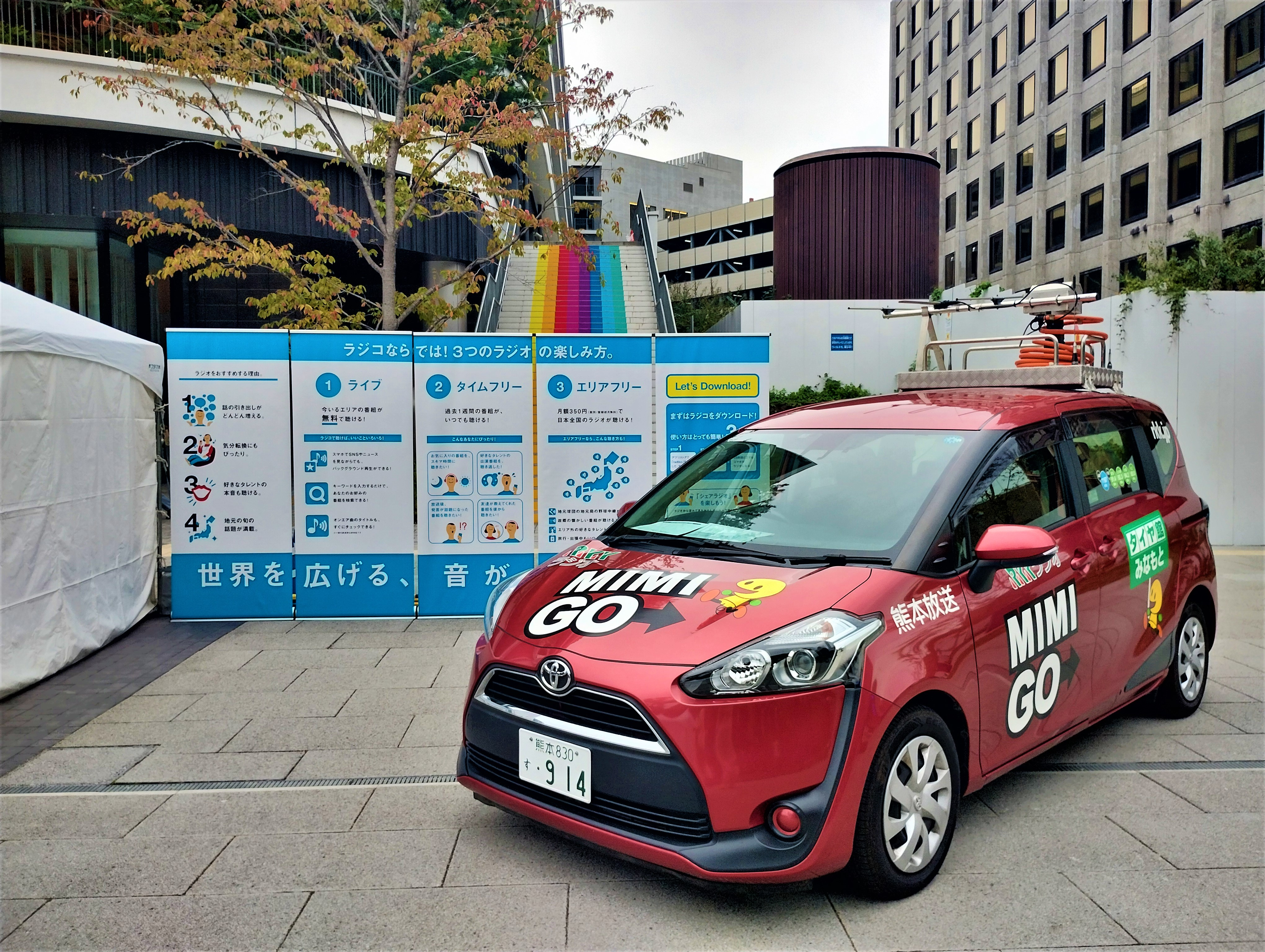
熊本放送・ミミー2号（トヨタ・シエンタ/池上通信機） 自動伸縮ポール付八木・宇田アンテナを屋根上に装備
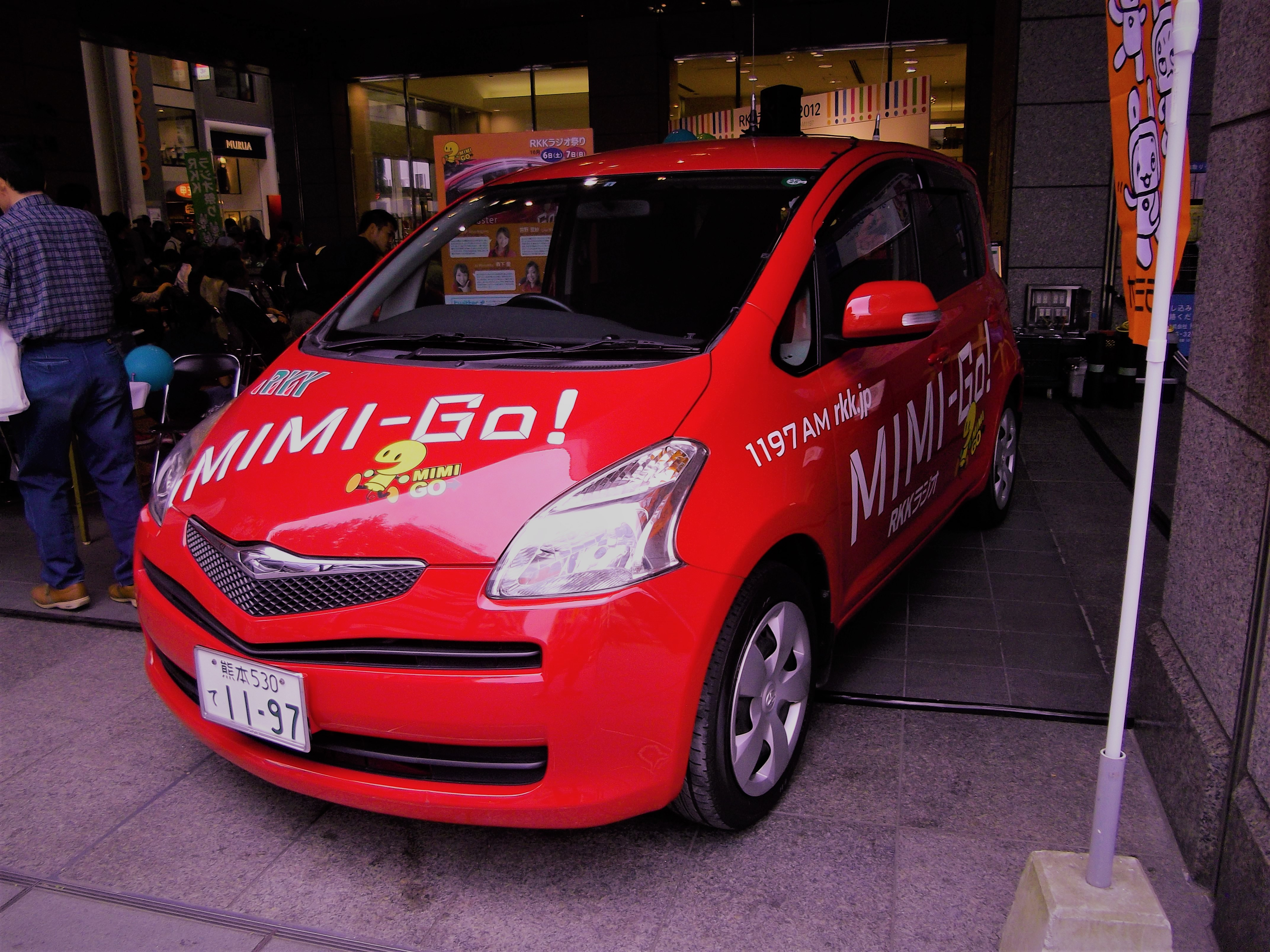
熊本放送・ミミー1号（トヨタ・ラクティス） ホイップアンテナ2本を屋根上に装備
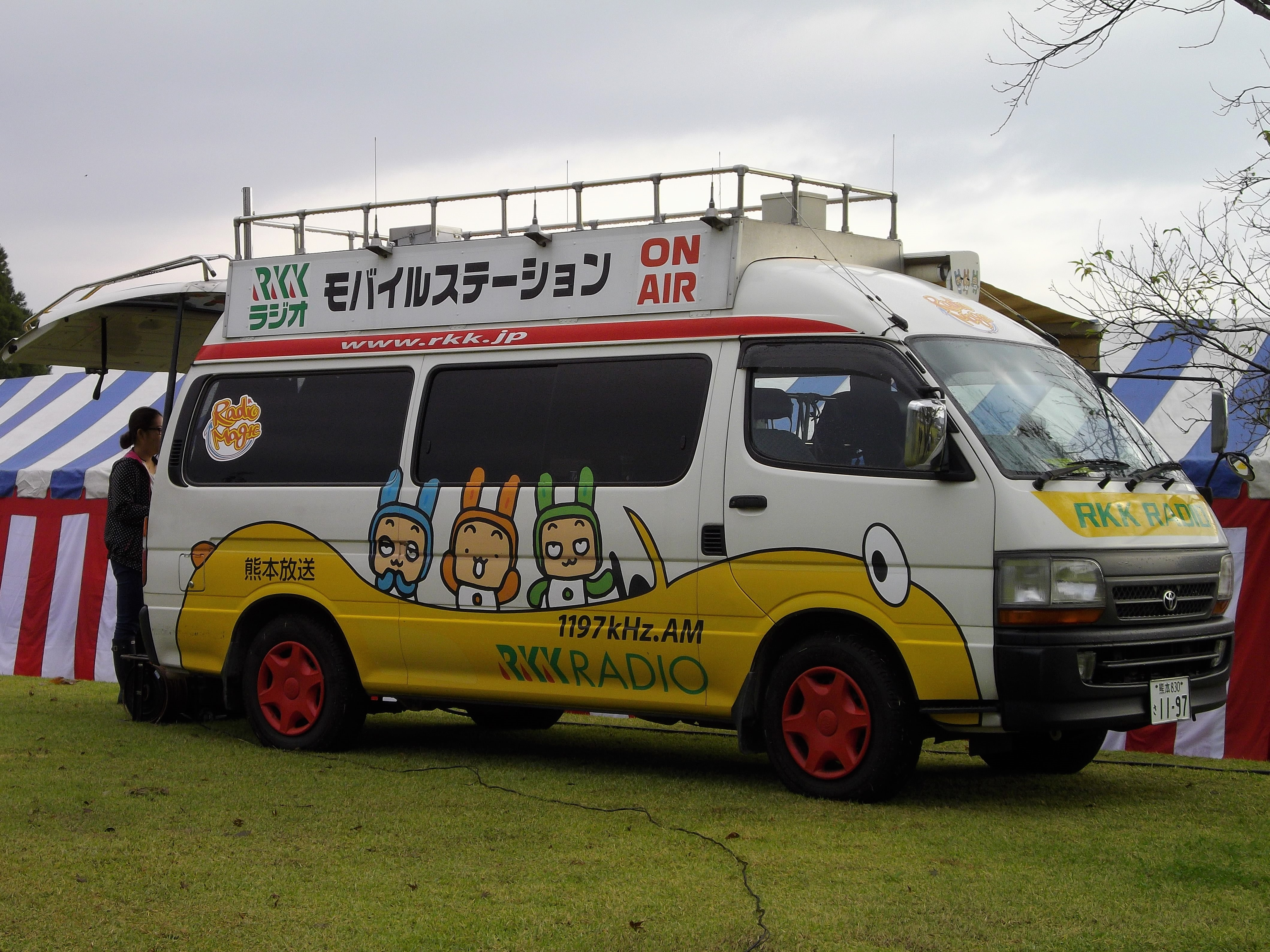
熊本放送・モバイルステーション（100系ハイエース後期）
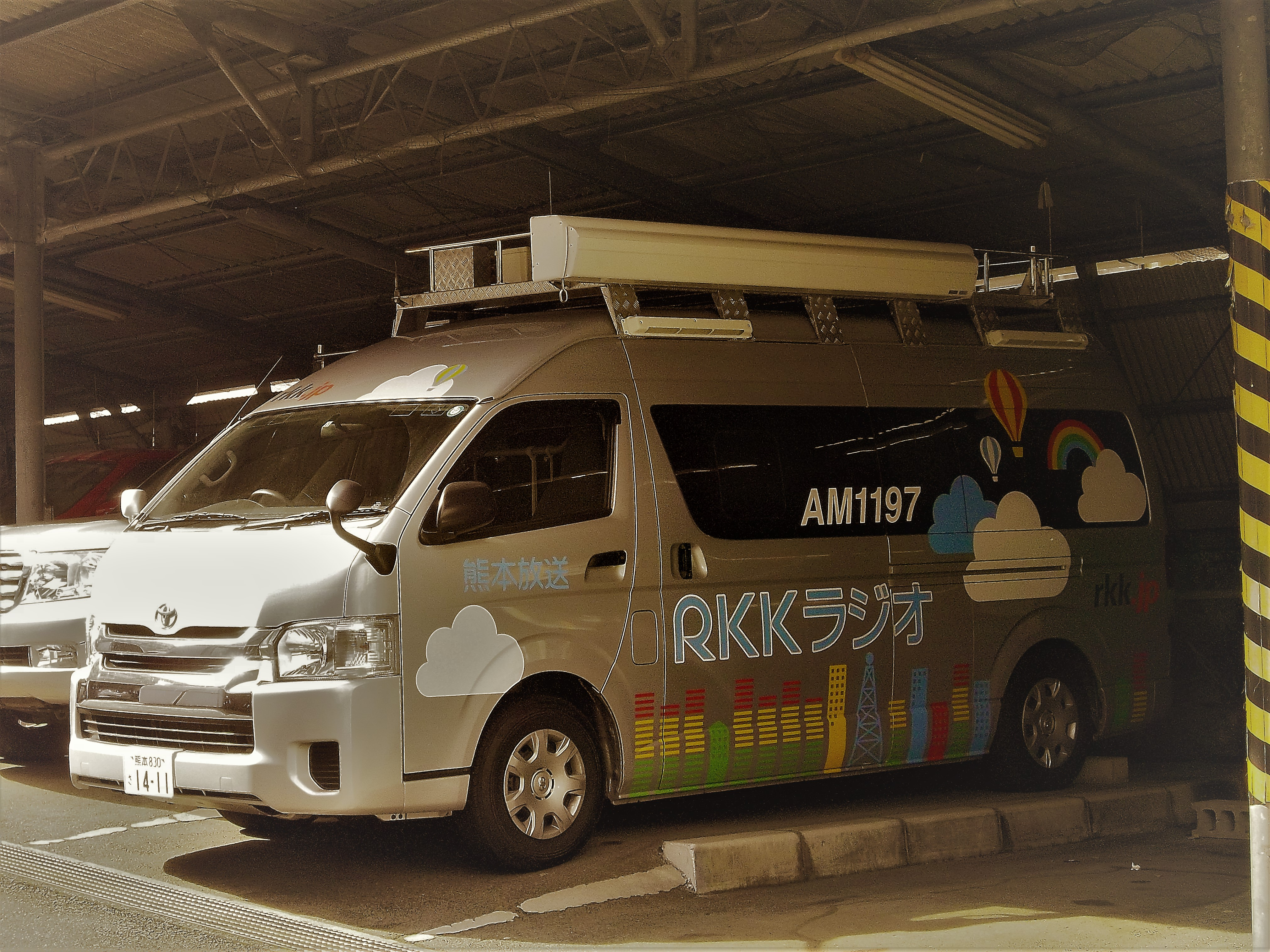
熊本放送（200系ハイエースⅣ型）
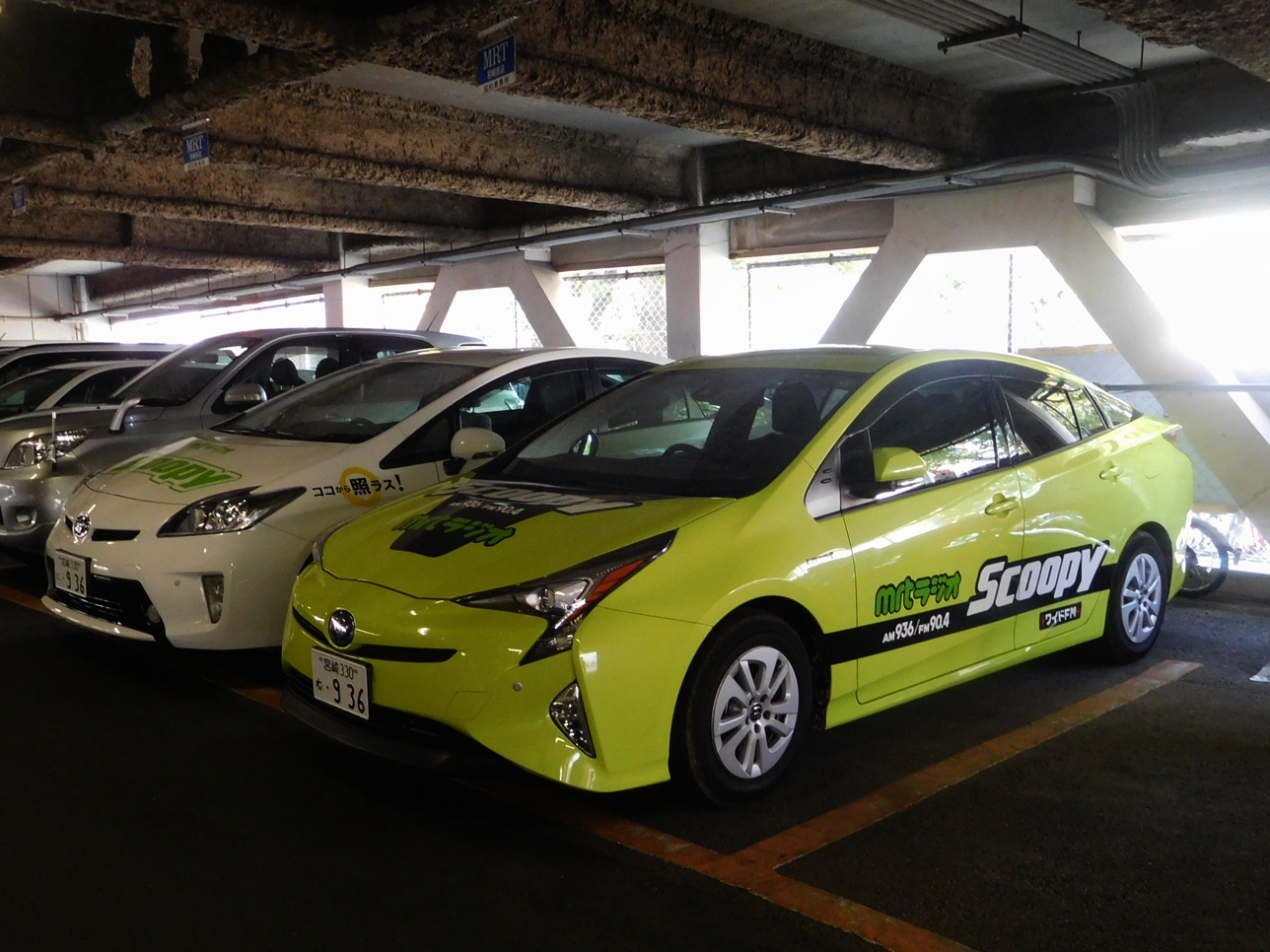
宮崎放送・スクーピー（何れもトヨタ・プリウス） 左が「テラス号」、右が「フレッシュ号」